# Une belle rencontre
Pour plus de détails, voir Fiche technique et Distribution.
Une belle rencontre (Their Finest) est une comédie dramatique britannique réalisée par Lone Scherfig sortie en 2016.

## Synopsis
En plein Blitz de la Seconde Guerre mondiale, Catrin Cole (Gemma Arterton), un personnage inspiré de l’histoire vraie de Diana Morgan, est recrutée comme scénariste par le service de propagande britannique. Elle assiste le prolifique scénariste Tom Buckley (Sam Claflin) au sein d'une équipe de cinéma chargée de réaliser un long métrage à succès pour remonter le moral de la population, notamment des femmes, et afin de favoriser l’entrée en guerre des États-Unis. Alors que Londres subit d'incessants bombardements, elle doit, malgré les drames et les difficultés dans sa vie personnelle, s’affirmer dans ce monde d’hommes, pour faire aboutir ce projet imposé et y mettre du talent. 

## Fiche technique
- Titre original : Their Finest
- Titre français : Une belle rencontre
- Réalisation : Lone Scherfig
- Scénario : Gaby Chiappe, d'après l'œuvre de Lissa Evans
- Musique : Rachel Portman
- Production : Stephan Woolley, Amanda Posey

déléguée : Christine Langan, Ed Wethered
- Sociétés de production : Number 9 Films Ltd, BBC Films
- Effets visuels : Filmgate
- Pays d'origine :  Royaume-Uni
- Langue originale : anglais
- Dates de sortie : 
  -  Canada : 11 septembre 2016 (Festival international du film de Toronto)
  -  Royaume-Uni : 13 octobre 2016 (Festival du film de Londres)
  -  États-Unis : 21 janvier 2017 (Festival du film de Sundance)
  -  Belgique : 17 mai 2017

## Distribution

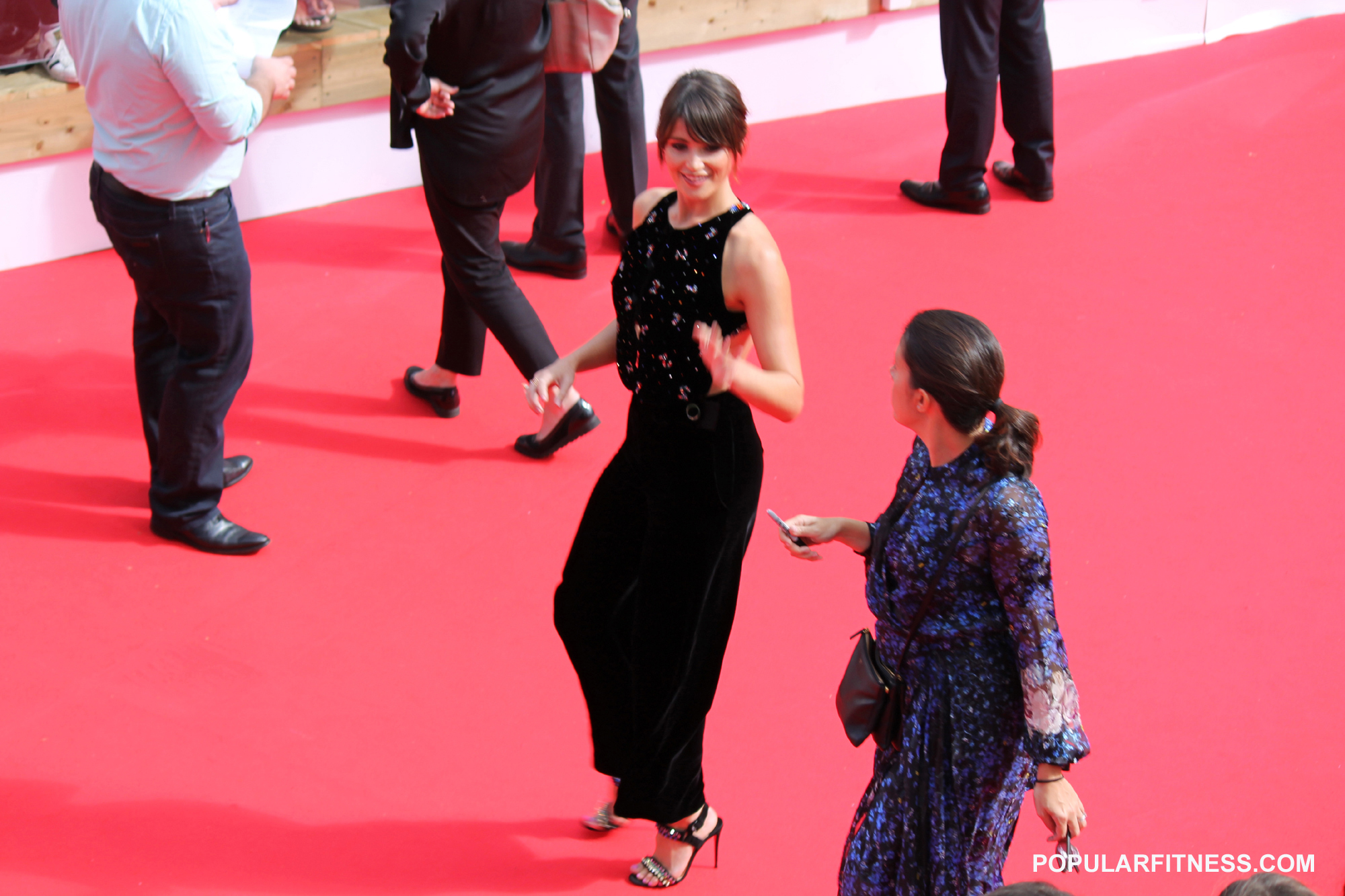
L'actrice principale Gemma Arterton, venue présenter le film au Festival International du Film de Toronto 2016.

- Gemma Arterton[1] (VF : Barbara Beretta) : Catrin Cole
- Sam Claflin[1] (VFB : Alexandre Crépet) : Tom Buckley
- Bill Nighy[1] : Ambrose Hilliard
- Jack Huston[2] : Ellis Cole
- Paul Ritter : Raymond Parfitt
- Rachael Stirling[2] (VFB : Marcha Van Boven) : Phyl Moore
- Richard E. Grant[2] (VFB : Franck Dacquin) : Roger Swain
- Henry Goodman[2] : Gabriel Baker
- Jake Lacy[2] : Carl Lundbeck
- Eddie Marsan[2] (VFB : Peppino Capotondi) : Sammy Smith
- Helen McCrory[2] : Sophie Smith
- Claudia Jessie[1] : Doris Cleavely
- Patrick Gibson : Rex
- Stephanie Hyam[1] : Angela Ralli-Thomas
- Lily Knight : Rose Starling
- Francesca Knight : Lily Starling
- Natalia Ryumina[1] : Muriel
- Jeremy Irons (VFB : Patrick Donnay) : le secrétaire de la Défense

 Source et légende : version française (VF) sur RS Doublage et selon le carton du doublage français cinématographique.